# Associatie van geoorde wilg
De associatie van geoorde wilg (Salicetum auritae) is een associatie uit het verbond van wilgenbroekstruwelen (Salicion cinereae). De associatie omvat door breedbladige wilgen en sporkehout gedomineerde broekstruwelen die voorkomen rond al dan niet actieve hoogvenen en in relatief voedselarme laagvenen.
Deze associatie is vrij algemeen in Nederland, maar zeldzamer in Vlaanderen.

## Naamgeving en codering
| Frangulo-Salicetum auritae               |
| Frangulo alni-Salicetum auritae Tx. 1937 |

- Syntaxoncode voor Nederland (rVvN): r39Aa01
- BWK-karteringscode: so

De wetenschappelijke naam Salicetum auritae is afgeleid van de botanische naam van een kensoort van de associatie, de geoorde wilg (Salix aurita).

## Fysiognomie
De associatie van geoorde wilg vormt een dicht, twee tot drie meter hoog loofstruweel gedomineerd door breedbladige wilgen, sporkehout en wilde gagel. Een boomlaag is meestal afwezig.
In de kruidlaag vinden we meestal varens en hoge grassen en grasachtige planten als pitrus.
De moslaag is dikwijls goed ontwikkeld, met verschillende soorten veenmossen.

## Ecologie
De associatie van geoorde wilg komt voor op zure, meso-oligotrofe tot mesotrofe, ondiepe veenbodems, met een gemineraliseerde bodem dicht onder het maaivlak, zoals op de rand van levend hoogveen, in gedegradeerde hoogvenen, en in relatief oligotrofe laagvenen. De grondwaterspiegel stijgt tijdens het groeiseizoen zelden boven het grondoppervlak.

## Verspreiding
De associatie van geoorde wilg heeft een groot verspreidingsgebied, van het laagland tot in de montane zone van het subatlantisch areaal.
In Nederland komt de associatie vrij algemeen voor, vooral op de hogere zandgronden.
In Vlaanderen is ze zeer zeldzaam, veel minder algemeen dan de associatie van grauwe wilg. Het is qua verspreiding praktisch beperkt tot de Kempen, met enkele uitzonderingen in het Hageland en het Brugse Houtland.

## Diagnostische taxa voor Nederland en Vlaanderen

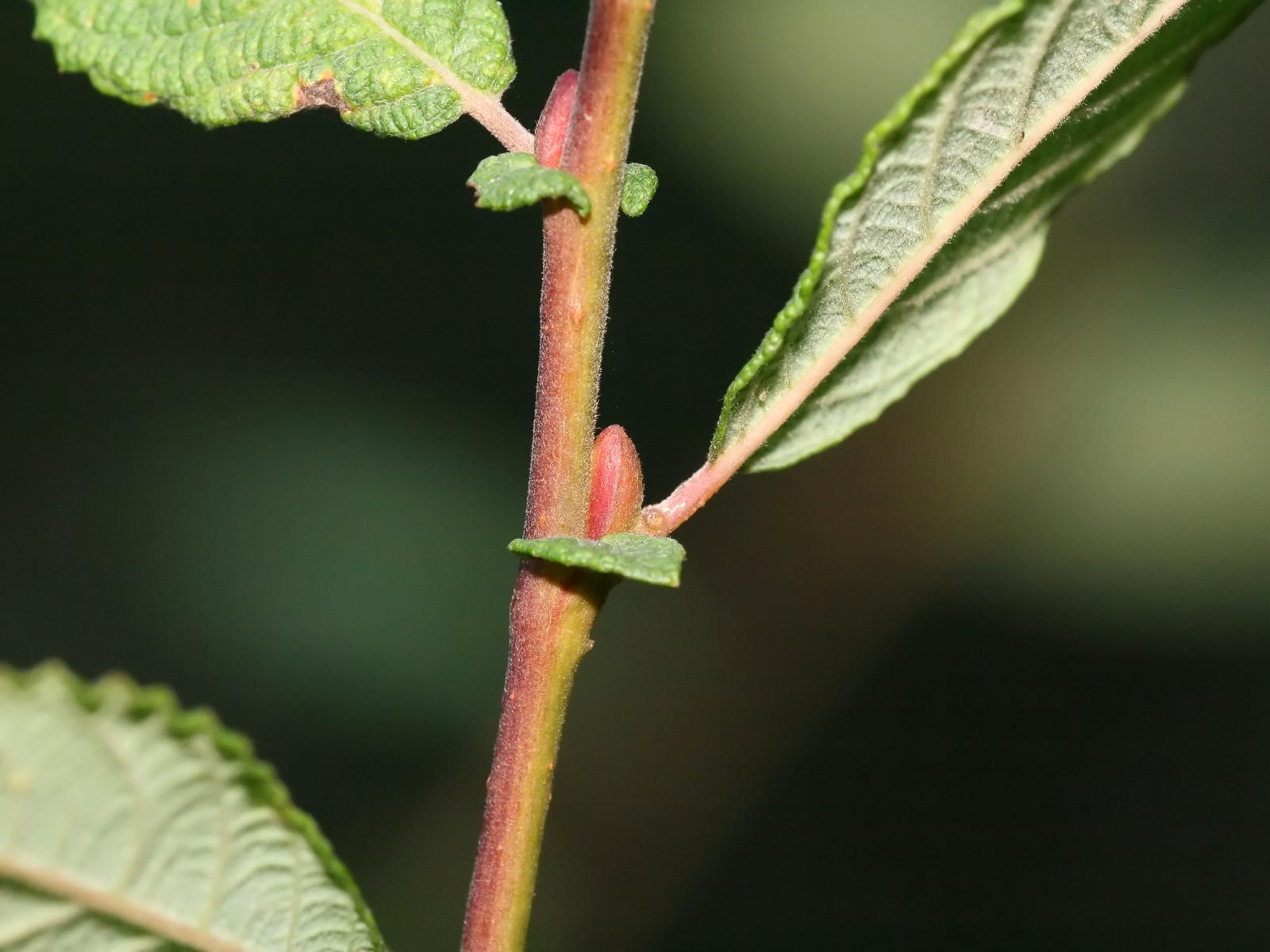
Geoorde wilg

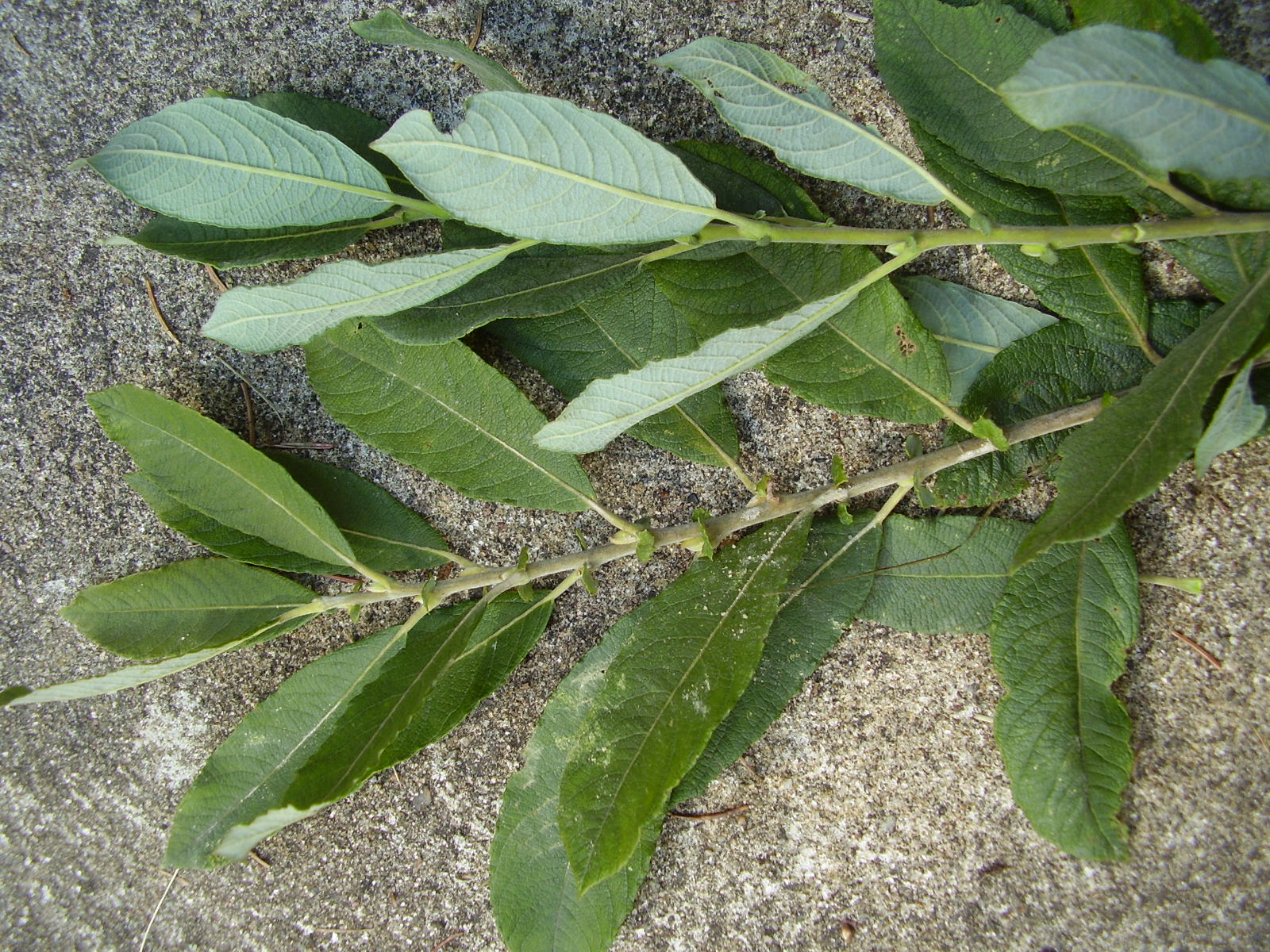
Grauwe wilg

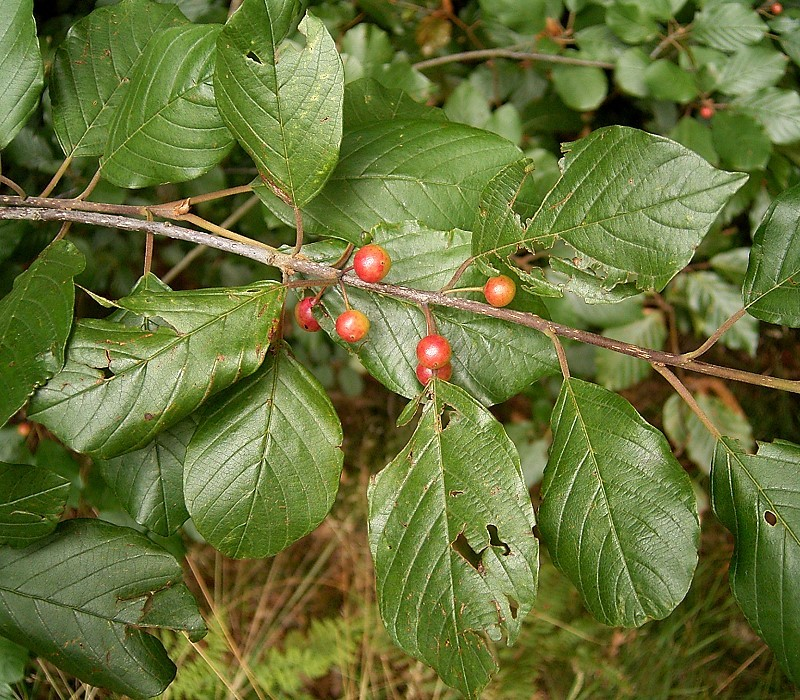
Sporkehout

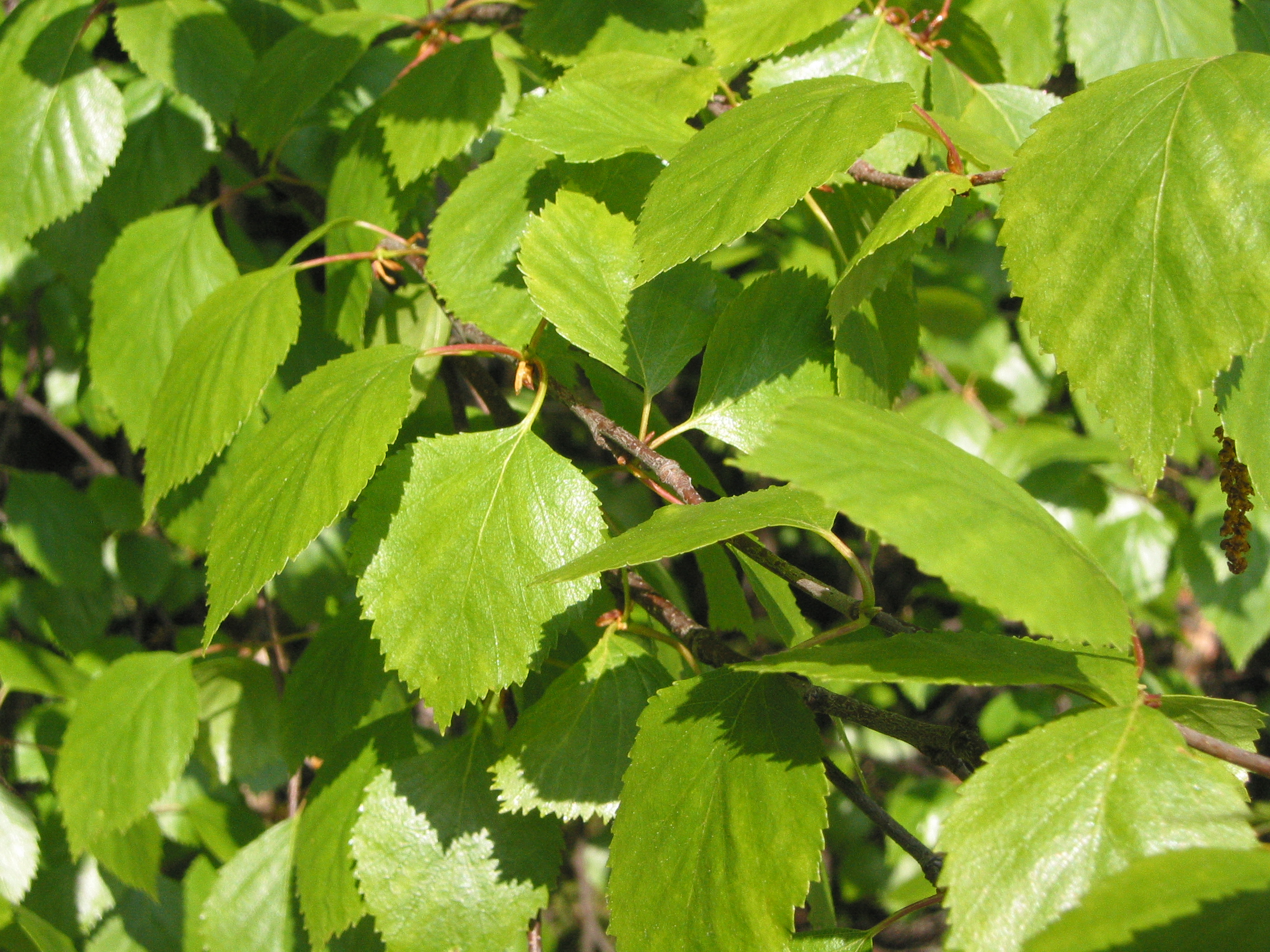
Zachte berk

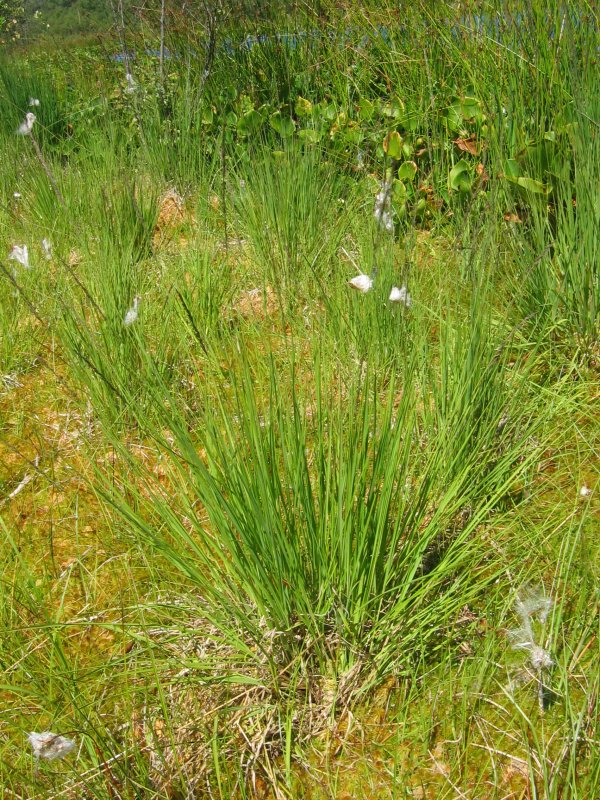
Pijpenstrootje

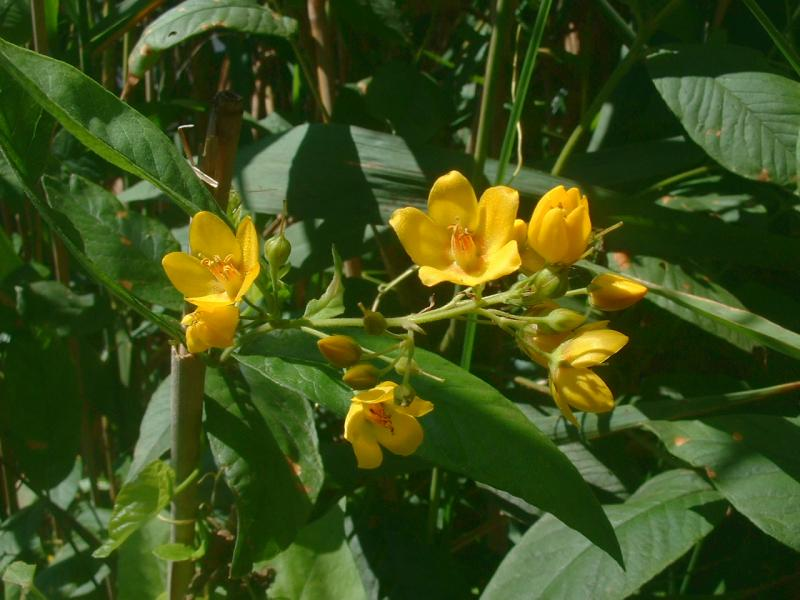
Grote wederik

De associatie van geoorde wilg wordt algemeen gedomineerd door de enige kensoort, de geoorde wilg, met sporkehout (dat in deze vegetatie zijn optimum vindt), grauwe wilg en zachte berk op de tweede plaats in de struiklaag.
In de kruidlaag zijn vooral pijpenstrootje, grote wederik, hennegras en pitrus opvallend aanwezig.
Het onderscheid met de nauw verwante associatie van grauwe wilg wordt gemaakt door de aanwezigheid van onder andere zachte berk, wilde gagel, pijpenstrootje, kale jonker, melkeppe en tormentil.
In de onderstaande synoptische tabel staan de belangrijkste soorten van de associatie voor Nederland en Vlaanderen.
Struiklaag
| Kentaxon | Diff.soort | Abundantie | Triviale naam    | Botanische naam  | Opmerking                            |
| -------- | ---------- | ---------- | ---------------- | ---------------- | ------------------------------------ |
| kA       |            | > 90%      | geoorde wilg     | Salix aurita     |                                      |
| kV       |            | > 40%      | grauwe wilg      | Salix cinerea    |                                      |
| kK       |            | > 50%      | sporkehout       | Frangula alnus   |                                      |
|          | dA         | > 50%      | zachte berk      | Betula pubescens | t.o.v. de associatie van grauwe wilg |
|          |            | > 30%      | zwarte els       | Alnus glutinosa  |                                      |
|          | dA         | > 30%      | wilde gagel      | Myrica gale      | t.o.v. de associatie van grauwe wilg |
|          |            | > 20%      | wilde lijsterbes | Sorbus aucuparia |                                      |
|          |            | > 20%      | ruwe berk        | Betula pendula   |                                      |
|          |            | > 20%      | zomereik         | Quercus robur    |                                      |

Kruidlaag
| Kentaxon | Diff.soort | Abundantie | Triviale naam      | Botanische naam         | Opmerking                            |
| -------- | ---------- | ---------- | ------------------ | ----------------------- | ------------------------------------ |
|          | dA         | > 50%      | pijpenstrootje     | Molinia caerulea        | t.o.v. de associatie van grauwe wilg |
|          |            | > 50%      | grote wederik      | Lysimachia vulgaris     |                                      |
|          |            | > 40%      | hennegras          | Calamagrostis canescens |                                      |
|          |            | > 40%      | pitrus             | Juncus effusus          |                                      |
|          |            | > 30%      | gewoon riet        | Phragmites australis    |                                      |
|          | dA         | > 30%      | kale jonker        | Cirsium palustre        | t.o.v. de associatie van grauwe wilg |
|          |            | > 30%      | fioringras         | Agrostis stolonifera    |                                      |
|          | dA         | > 30%      | melkeppe           | Peucedanum palustre     | t.o.v. de associatie van grauwe wilg |
|          |            | > 20%      | bitterzoet         | Solanum dulcamare       |                                      |
|          | dA         | > 20%      | tormentil          | Potentilla erecta       | t.o.v. de associatie van grauwe wilg |
|          |            | > 20%      | moeraswalstro      | Galium palustre         |                                      |
|          |            | > 20%      | wolfspoot          | Lycopus europaeus       |                                      |
|          |            | > 20%      | gewone braam       | Rubus fruticosus        |                                      |
|          |            | > 20%      | smalle stekelvaren | Dryopteris carthusiana  |                                      |
|          | dA         |            | moerasstruisgras   | Agrostis canina         | t.o.v. de associatie van grauwe wilg |

Moslaag
| Kentaxon | Diff.soort | Abundantie | Triviale naam  | Botanische naam          | Opmerking |
| -------- | ---------- | ---------- | -------------- | ------------------------ | --------- |
|          |            | 22%        | gewoon puntmos | Calliergonella cuspidata |           |

## Biologische Waarderingskaart
In de Biologische Waarderingskaart (BWK) van Vlaanderen en het Brussels Hoofdstedelijk Gewest staat deze associatie bekend als vochtig wilgenstruweel op venige of zure grond (so).
Het komt voor op de rand van voedselarme broekbossen en moerassen, of als een eerste successiestadium in de verbossing van natte schraallanden, natte heide of zuur laagveen.
Het vochtig wilgenstruweel op venige of zure grond staat gewaardeerd als 'Biologisch zeer waardevol'.